# Mario Burke
Mario Omar Burke (né le 18 mars 1997 à Bridgetown) est un sprinteur barbadien.

## Carrière
Il s'illustre lors des 8es Championnats du monde jeunesse de 2013 en terminant 5e du 100 m à Donetsk en 10 s 51. Le 4 avril 2015, il porte son record personnel à 10 s 21 (+ 1,5 m/s) à Basseterre (Silver Jubilee). Lors des Championnats du monde juniors de 2016, en 10 s 26, il remporte la médaille de bronze sur la même distance.
Il remporte la médaille d'argent du relais 4 x 100 m lors des Relais mondiaux de 2017 : son adversaire LeShon Collins, comme lui étudiant à l'université de Houston, remporte la médaille d'or devant Burke, également en tant que premier relayeur de l'équipe américaine.
Le 29 juillet 2018, en demi-finale des Jeux d’Amérique centrale et des Caraïbes, il porte son record personnel à 10 s 03 derrière Cejhae Greene, 10 s 00.